# Daisuke Ishizu
Daisuke Ishizu (født 15. januar 1990) er en japansk fodboldspiller, som spiller for den japanske fodboldklub Avispa Fukuoka.